# Цере (Жмињ)
Цере (хрв. Cere, итал. Cere) је насељено место у општини Жмињ, Истарска жупанија, Хрватска.

## Историја
До територијалне реорганизације у Хрватској биле су у саставу старе општине Ровињ.

## Становништво
У попису становништва из 2011. године, Цере су имале 146 становника.
| Број становника према пописима | Број становника према пописима | Број становника према пописима | Број становника према пописима | Број становника према пописима | Број становника према пописима | Број становника према пописима | Број становника према пописима | Број становника према пописима | Број становника према пописима | Број становника према пописима | Број становника према пописима | Број становника према пописима | Број становника према пописима | Број становника према пописима | Број становника према пописима |
| ------------------------------ | ------------------------------ | ------------------------------ | ------------------------------ | ------------------------------ | ------------------------------ | ------------------------------ | ------------------------------ | ------------------------------ | ------------------------------ | ------------------------------ | ------------------------------ | ------------------------------ | ------------------------------ | ------------------------------ | ------------------------------ |
| 1857                           | 1869                           | 1880                           | 1890                           | 1900                           | 1910                           | 1921                           | 1931                           | 1948                           | 1953                           | 1961                           | 1971                           | 1981                           | 1991                           | 2001                           | 2011                           |
| 0                              | 0                              | 107                            | 136                            | 163                            | 206                            | 0                              | 0                              | 212                            | 215                            | 162                            | 167                            | 154                            | 147                            | 132                            | 146                            |

Напомена: Године 1857, 1869, 1921. и 1931. подаци су садржани у насељу Жмињ, као и део података из 1880. Године 1900, 1910. и 1948. исказивано под именом Свети Матија, односно Свети Матеј. Године 1900. и 1910. исказивано као део насеља.